# Hofmeyrschedel

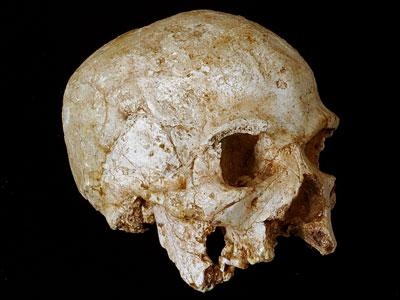

De Hofmeyrschedel is een 36.000 jaar oude schedel van een anatomisch moderne mens die in 1952 werd gevonden nabij Hofmeyr in Zuid-Afrika.

## Achtergrond
De schedel werd in 1952 gevonden als oppervlaktevondst in een erosiegeul, een droge bedding van de rivier de Vlekpoort nabij Hofmeyr, een klein stadje in de Oost-Kaap. Er werden bij de ontdekking geen andere botten of archeologische artefacten in de buurt gevonden. De schedel is een van de weinige Afrikaanse exemplaren van de vroege moderne mens die ouder is dan 30.000 jaar. De meeste andere zijn veel recenter en dateren van ongeveer 20.000 jaar geleden.
In de jaren 1990 zag Alan Morris van de Universiteit van Kaapstad de schedel in het Port Elizabeth Museum. Later liet hij hem zien aan Frederick Grine, een antropoloog en anatoom aan de Stony Brookuniversiteit. Grine leidde vervolgens een gedetailleerde studie van de schedel. 

## Onderzoek
Het was niet mogelijk om de schedel te dateren met behulp van de traditionele C14-datering, omdat de koolstof uit het bot was gelekt. In plaats daarvan werd een nieuwe methode gebruikt die een combinatie was van optisch gestimuleerde luminescentie en uranium-thoriumdatering. De methode werd ontwikkeld door Richard Bailey van de Universiteit van Oxford. Het aardmateriaal uit dat het centrale deel van de endocraniale holte van de schedel vulde werd gedateerd met behulp van een combinatie van optisch gestimuleerde luminescentie en uraniumreeksdateringsmethoden, gekoppeld via een stralingsveldmodel. Op basis van de aanname dat de aarde in de schedel ongeveer even oud was als de begrafenis en dus even oud als de schedel zelf, werd de leeftijd berekend op 36.200 ± 3.200 jaar. 
Bij de datering werd ook aangenomen dat de schedel "noch lang daarvoor was opgegraven, noch over een aanzienlijke afstand was vervoerd vóór zijn ontdekking". Het materiaal in de schedel kan niet zijn weggespoeld of vervangen door water dat door de kloof stroomde, omdat "de kracht die nodig was om de binnenste sedimenten weg te spoelen zeker zou hebben geresulteerd in aanzienlijke schade" aan de schedel, en de schedel leek voor het dateringsteam niet zo erg beschadigd te zijn. 
Het voorste deel van het onderste gezichtsskelet is beschadigd. De hoek van de onderkaak, de processus mastoideus van het rechter os temporale en een groot deel van het occipitale deel zijn niet aanwezig. De kroonnaad is verdwenen en de verstandskiezen waren sterk afgesleten, wat erop wijst dat het exemplaar volwassen was. De eigenaar van de schedel was gewond boven zijn linkeroog. De wond was gedeeltelijk genezen voordat hij stierf. De ernstigste schade aan de schedel ontstond echter tijdens de opslag en onzorgvuldige behandeling na de ontdekking in 1950. Op foto's uit 1968 en 1998 zijn een sindsdien verloren bot gedocumenteerd. 

## Analyse
De Hofmeyrschedel is gedateerd op ongeveer 36.000 jaar geleden. Uit osteologische analyse van de schedel door het Max Planck Instituut voor Evolutionaire Antropologie bleek dat het exemplaar morfologisch verschilde van recente groepen in Subequatoriaal Afrika, waaronder de lokale Khoisan-populaties. Het Hofmeyr-fossiel vertoont daarentegen een zeer nauwe verwantschap met andere schedels uit het laatpaleolithicum uit Europa. Sommige wetenschappers hebben deze relatie geïnterpreteerd als consistent met de enkele-oorspronghypothese, die de hypothese stelt dat ten minste enkele groepen mensen uit het laatpaleolithicum in Afrika en Eurazië morfologisch op elkaar zouden moeten lijken. Er werd voorgesteld een stukje wandbeen chirurgisch te verwijderen en naar Kopenhagen te sturen voor analyse van oud DNA.